# 西鷹巣駅
西鷹巣駅（にしたかのすえき）は、秋田県北秋田市鷹巣字東中岱にある、秋田内陸縦貫鉄道秋田内陸線の駅である。

## 歴史
- 1989年（平成元年）4月1日：秋田内陸縦貫鉄道により北秋田郡鷹巣町に開業[1]。

## 駅構造
単式ホーム1面1線を有する地上駅。無人駅で駅舎はないが、ホーム上に待合所が設置されている。

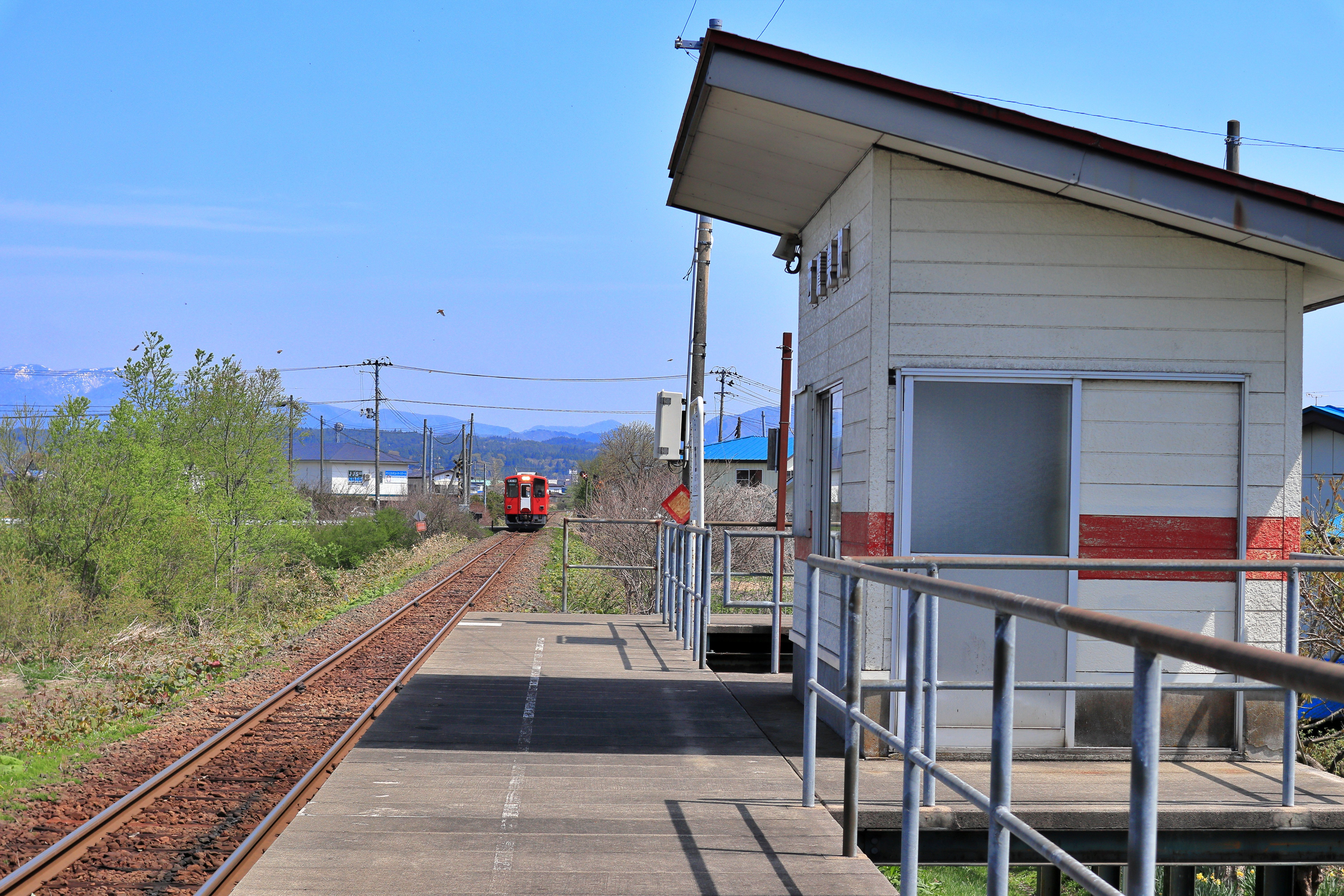
鷹巣駅方向を望む

## 利用状況
| 1日乗降人員推移 | 1日乗降人員推移 |
| 年度            | 1日平均人数     |
| --------------- | --------------- |
| 2016年          | 9               |
| 2017年          | 9               |
| 2018年          | 8               |

## 駅周辺
東側の県道24号鷹巣川井堂川線沿いには、ハローワークや警察署などの出先機関、消防署や体育館などの公共施設が集積している。また、北秋田地域振興局前には空港リムジンバスと市街地循環バスの停留所がある。
西側は綴子川が流れ、田園地帯が広がっている。
- こすもすホール鷹巣
- 秋田県北秋田警察署
- 北秋田市消防本部
- 秋田魁新報社鷹巣支局
- うえだクリニック
- マルホンカウボーイ鷹巣店
- 北秋田保健所

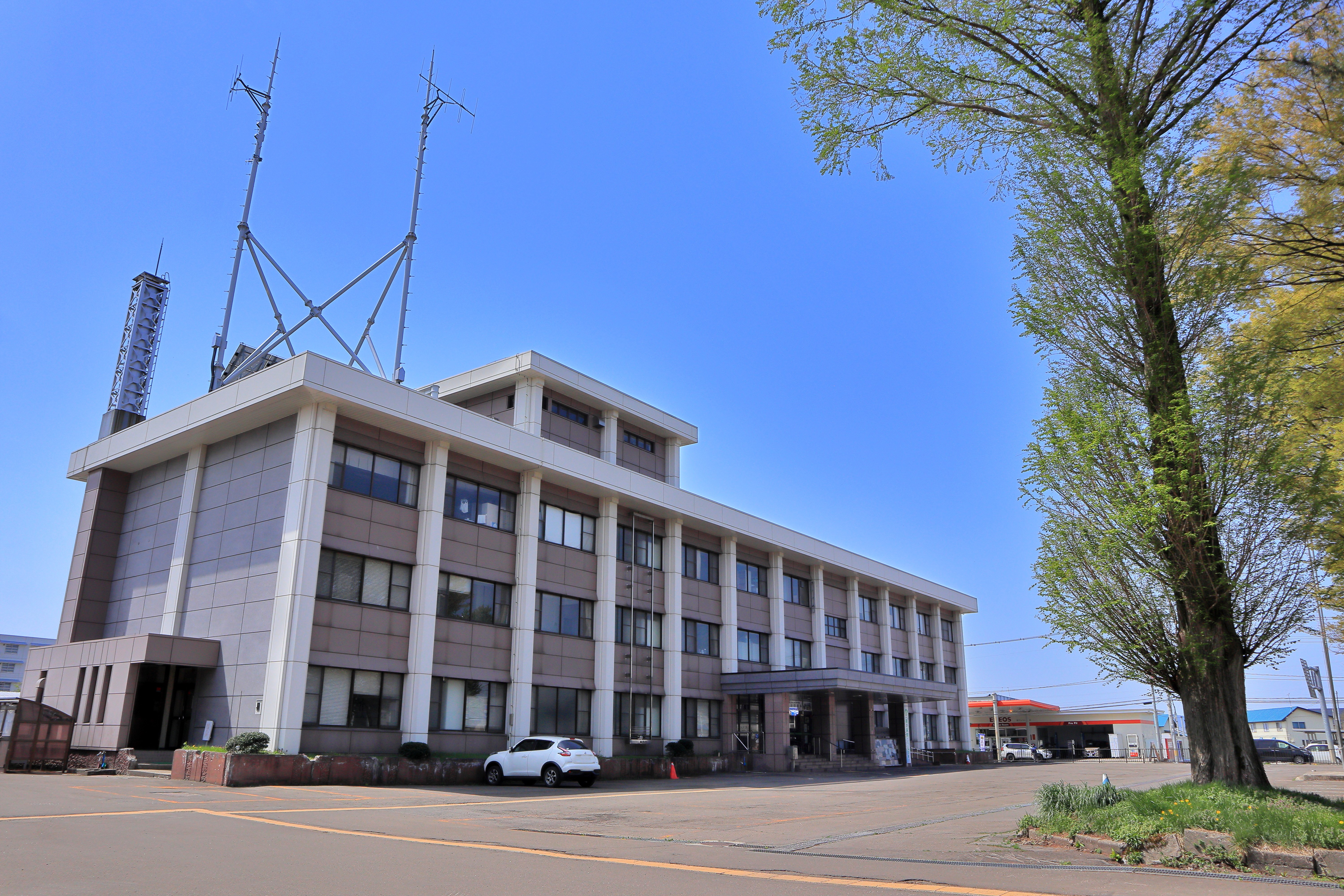
北秋田地域振興局
- 秋田県土地改良事業団体連合会北事務所
- 秋田トヨペット鷹巣店
- ハローワークたかのす
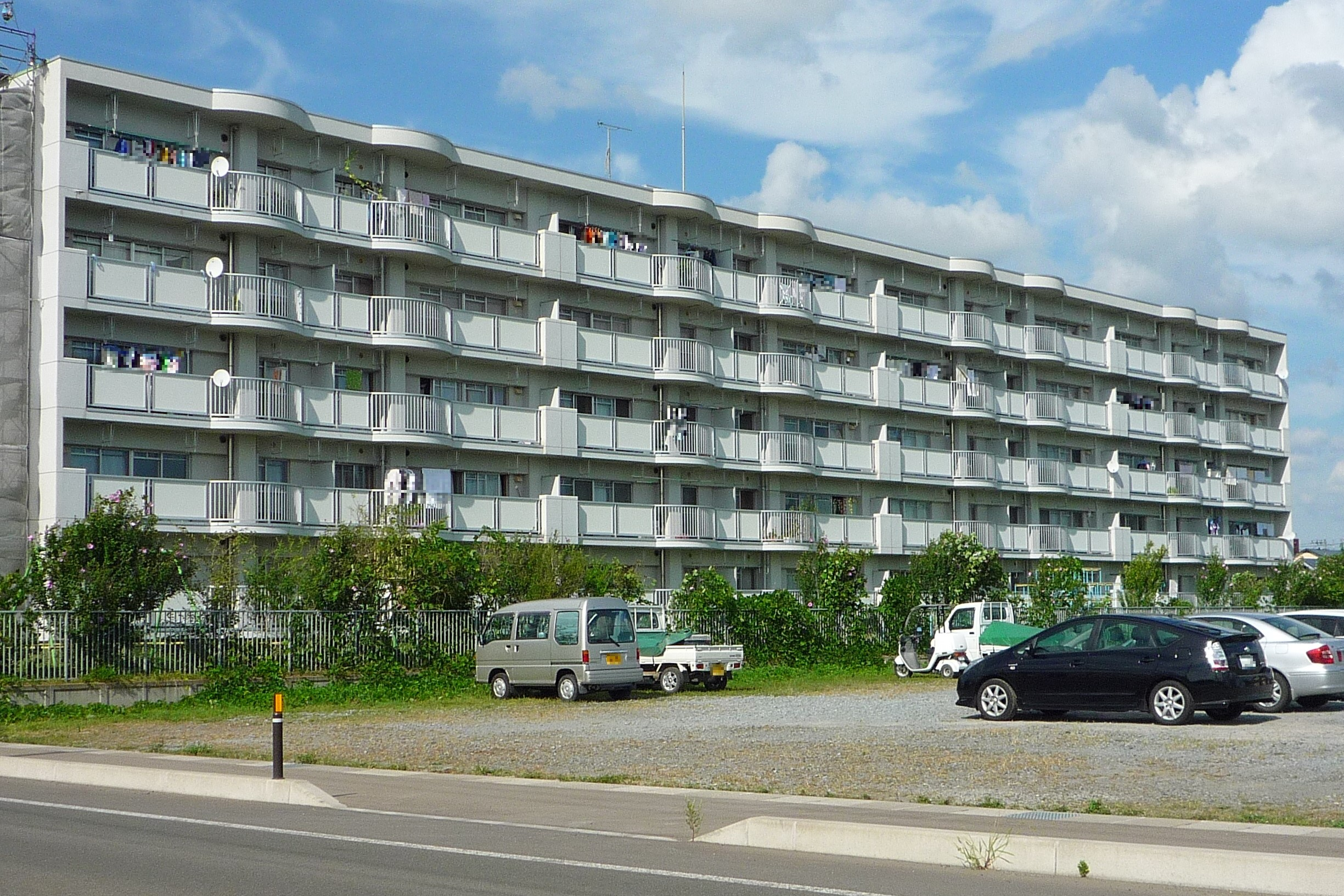
北秋田市民プール
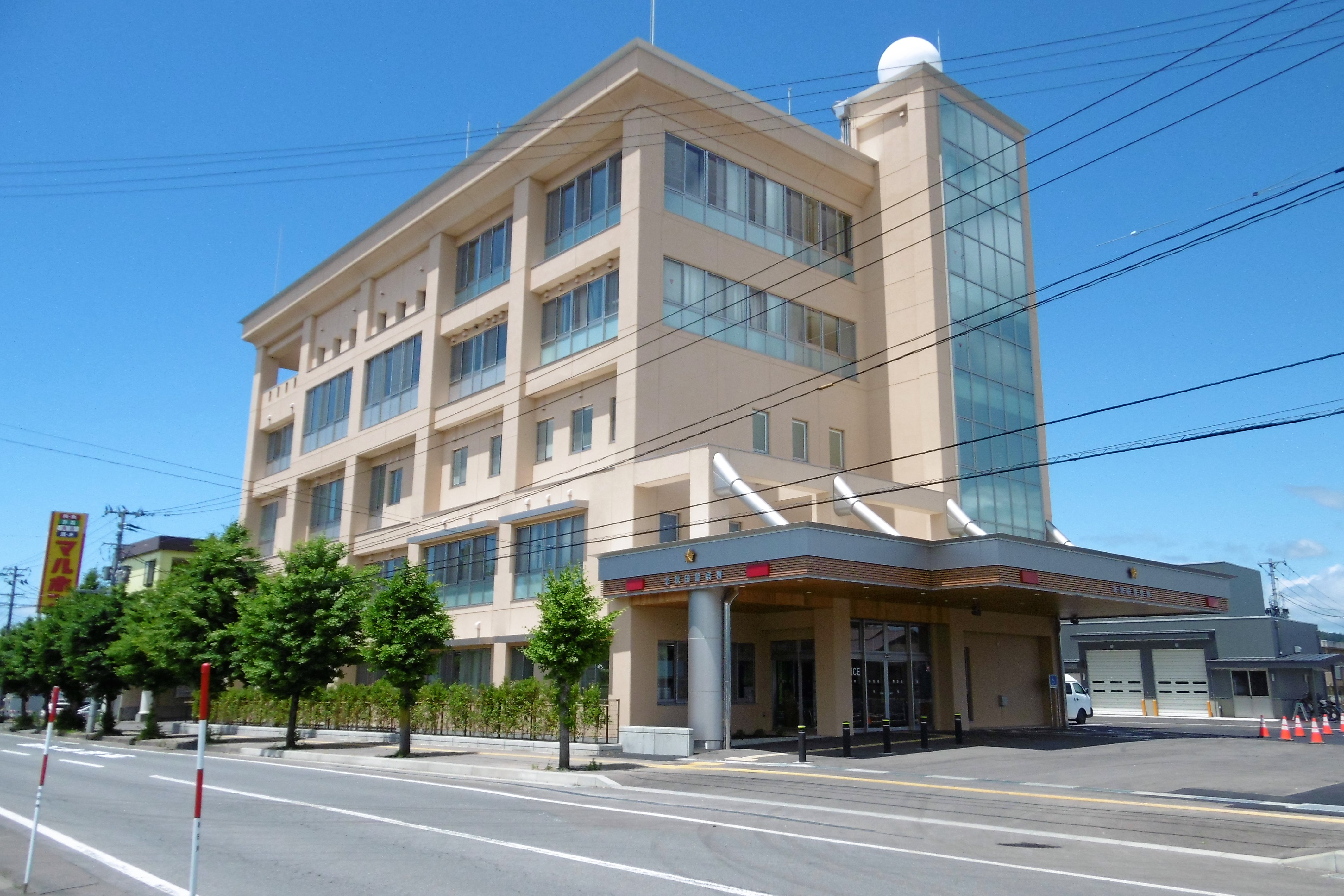
北秋田市鷹巣体育館
- 薬王堂北秋田鷹巣店
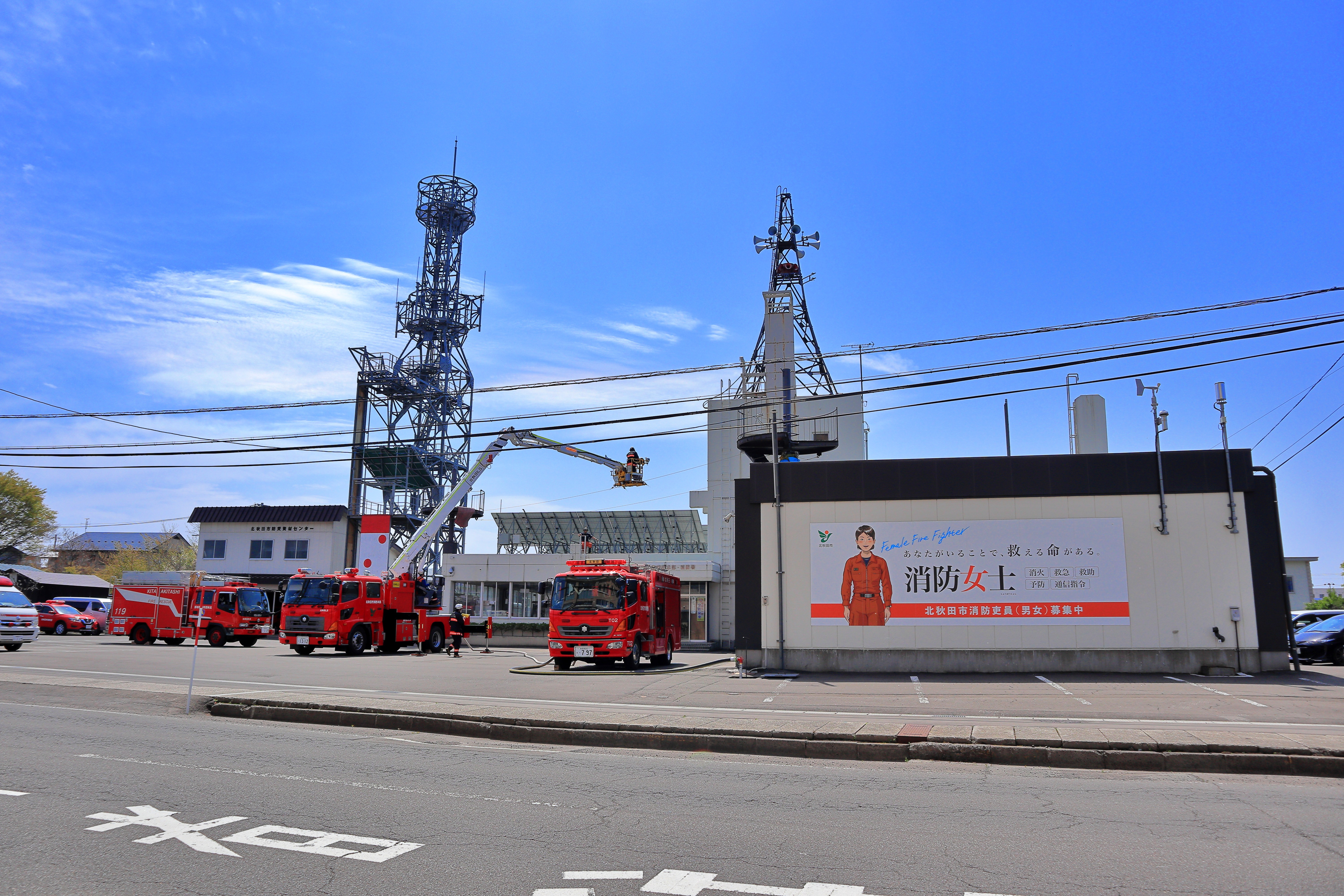
北秋田市立鷹巣小学校
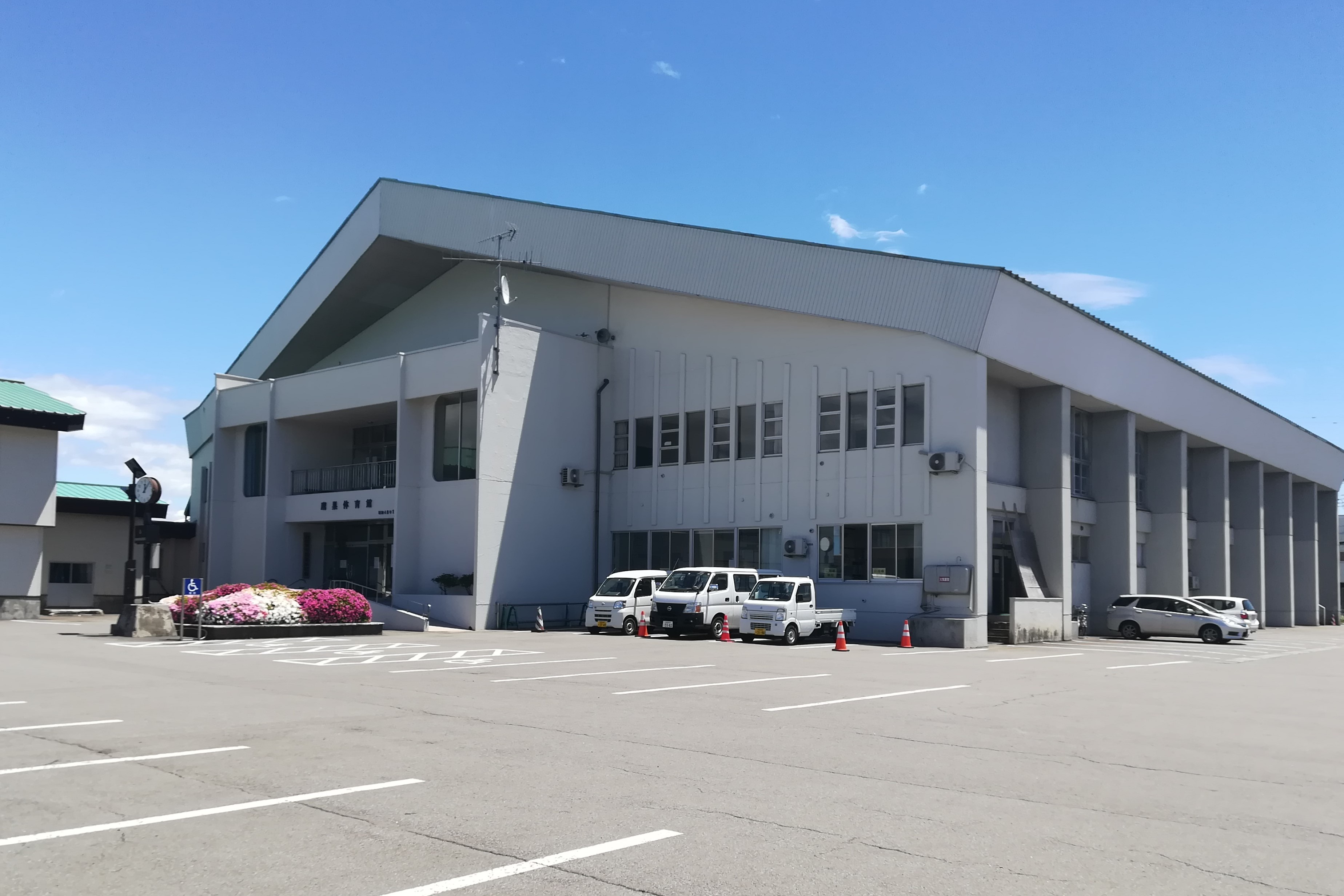
鷹巣体育館

- 児玉内科クリニック
- 秋田県道24号鷹巣川井堂川線
- 伊勢堂岱温泉「縄文の湯」- 送迎車運行

県道24号鷹巣川井堂川線沿い
- 北秋田地域振興局
- 北秋田市営住宅
- 北秋田警察署
- 北秋田市消防本部
- 鷹巣体育館

## 隣の駅
秋田内陸縦貫鉄道
■秋田内陸線
□快速（上りのみ）・■普通
鷹巣駅 - 西鷹巣駅 - 縄文小ヶ田駅